# Long’an (Anyang)
Long’an (chinesisch 龙安区, Pinyin Lóng’ān Qū) ist ein Stadtbezirk in der chinesischen Provinz Henan. Er gehört zum Verwaltungsgebiet der kreisfreien Stadt Anyang im Norden der Provinz. Der Stadtbezirk hat eine Fläche von 236 Quadratkilometern und zählt 287.200 Einwohner (Stand: Ende 2018).

## Administrative Gliederung
Auf Gemeindeebene setzt sich der Stadtbezirk aus sechs Straßenvierteln, einer Großgemeinde und zwei Gemeinden zusammen. 